# Tephrosia astragaloides
Tephrosia astragaloides är en ärtväxtart som beskrevs av George Bentham. Tephrosia astragaloides ingår i släktet Tephrosia och familjen ärtväxter.

## Underarter
Arten delas in i följande underarter:
- T. a. astragaloides
- T. a. sericea